# Калинино (Большесельский район)
Калинино — деревня в Благовещенском сельском поселении Большесельского района Ярославской области.
Деревня Калинина указана на плане Генерального межевания Рыбинского уезда 1792 года.

## Население
По данным статистического сборника «Сельские населенные пункты Ярославской области на 1 января 2007 года», в деревне Калинино не числится постоянных жителей. По топокарте на 1981 год в деревне проживало 0,02 тыс. человек.

## География
Деревня расположена на севере района, она стоит на левом, северо-западном берегу безымянного ручья, левого притока реки Черёмухи. Этот ручей, левый приток Черёмухи спрямлён мелиоративными работами. Ниже по течению ручья в 1 км к северо-востоку на том же берегу стоит деревня Большое Семенково. В 1 км к востоку на противоположном от Калинина берегу ручья стоит деревня Михеево. Деревня стоит в южной части обширного поля, протянувшегося примерно на 5 км с запада на восток и на 4 км с севера на юг, на котором находится множество деревень Чудиновского сельского округа.